# هيب هوب فور بي إتش بي
هيب هوب فور فيسبوك (بالإنجليزية HipHop for PHP) اختصارا (HPHPc) هو محوِّل PHP تم إنشاؤه بواسطة فيسبوك. HPHPc بمثابة مترجم مصدر إلى مصدر يحول كود PHP إلى C ++ ، ثم يتم تحويلها إلى النظام الثنائي وتشغيلها كملف مصدري exe ، بدلا من استخدام مترجم لغة PHP . يتكون HPHPc بشكل أساسي من أكواد مصدر C ++ وC و PHP ، وهو برنامج حر ومفتوح المصدر يتم توزيعه بموجب ترخيص PHP .

## تاريخ
كان الدافع الأصلي وراء هيب هوب فور فيسبوك هو توفير استخدام الموارد على خوادم فيسبوك، بالنظر إلى قاعدة بيانات موقع فيسبوك الهائلة التي تتضمن أكثر من 2,32 مليار مستخدم نشط شهريا «بتقرير نهاية 2018»  وجد مهندسو فيسبوك ان مفسر لغة PHP لا يمكنه التعامل مع زخم ازدحام البيانات بدون زيادة الموارد الفيزيائية بشكل كبير جدا حيث ان لغة ++C تتميز بسرعتها نظرا لقدرتها الشديدة على تحويل الكود المصدري إلى لغة التجميع.يبين الجدول التالي مقارنة بين سرعة اداء الكود المصدري ذاته على مترجمات لغات برمجة مختلفة مقارنة ب ++C
| اللغة      | استهلاك وقت وحدة المعالجة المركزية | استهلاك وقت وحدة المعالجة المركزية | استهلاك وقت وحدة المعالجة المركزية | ابطئ من ++C |
| ---------- | ---------------------------------- | ---------------------------------- | ---------------------------------- | ----------- |
| اللغة      | المستخدم                           | النظام                             | المجموع                            | ابطئ من ++C |
| جافا 8     | 14.616                             | 0.908                              | 15.524                             | 1281%       |
| PHP 7.0    | 6.524                              | 0.184                              | 6.708                              | 497%        |
| بايثون 3.5 | 18.656                             | 0.348                              | 19.004                             | 1591%       |
| بيرل       | 25.044                             | 0.236                              | 25.280                             | 2149%       |